# G14 (空母)
G14は、大日本帝国海軍が計画した航空母艦である。大鳳に次ぐ2クラス目の装甲空母であるとされる。

## 概要
G-14は第五次海軍軍備充実計画で3隻の建造が構想された航空母艦である。計画策定段階では2隻となり（1隻を新型の中型空母に変更）、海軍省の査定で1隻建造とされたという（2隻を中型空母に変更）
詳細は現存資料では全くの不明であるが、日本海軍においては大鳳以降の正規空母は装甲空母とする方針が決定していたことから本艦も甲板装甲を施されたことは確実視される。また艦の規模は資料により4万5000乃至5万トンと伝えられており、当初から空母として計画された中では最大の艦である。
本艦の建造計画は太平洋戦争開戦後も戦時計画第二期（第一期マル急計画、第三期⑥計画）として維持されたがミッドウェー海戦の敗北によって空母増強のため改⑤計画にて改大鳳型並びに雲龍型の量産に切り替えられることとなり、計画は消滅した。

## 要目
- 排水量4万5000-5万トン
- 搭載機数84機（常用63機、補用21機）

## 建造予定
- 801号艦
- 802号艦